# Sânpetru Almașului, Sălaj
Sânpetru Almașului (în maghiară Füzesszentpéter), este un sat în comuna Hida din județul Sălaj, Transilvania, România. Satul se află pe una din ramificațiile Drumului Național Jibou-Cluj-Napoca.

## Istoric
Localitatea este atestată documentar din anul 1350.
În Repertoriul arheologic al României, localitatea apare Sânpetru-Almașului cu vestigii din preistorie, neolitic și epoca romană.  În Repertoriul Arheologic Național, Cod RAN 141508.01 este repertoriată așezarea neolitică de la Sânpetru Almașului- Cârcu.  În punctul numit „Gura Corbului“, situat la aproximativ 2 km nord-est de sat, au fost descoperite fragmente ceramice romane provinciale. În malul văii ce mărginește la vest zona respectivă, se poate observa stratul de cultură de epocă romană. În aceeași zonă s-au descoperit, anterior, mai multe monede. Descoperirile indică o așezare rurală.  

## Obiective turistice
- Biserica de lemn „Sfinții Apostoli Petru și Pavel", datând din secolul XVII, este declarată monument istoric, Cod LMI 2004 SJ-II-m-A-05110 [5]
- În localitatea învecinată Păduriș (fostă Strâmba), se află Mănăstirea Strâmba, reînființată în 1993, cu hramul „Adormirea Maicii Domnului" (15 august). Distanțe: 5 km de Sânpetru Almașului, 7 km de Stupini, 34 km sud de Jibou.
- Biserica satului, ctitorită în 1945[6], care se află chiar în centrul satului.

## Personalități
- Eusebiu Roșca (1856 - 1944), deputat în Marea Adunare Națională de la Alba Iulia 1918, călugăr

## Imagini

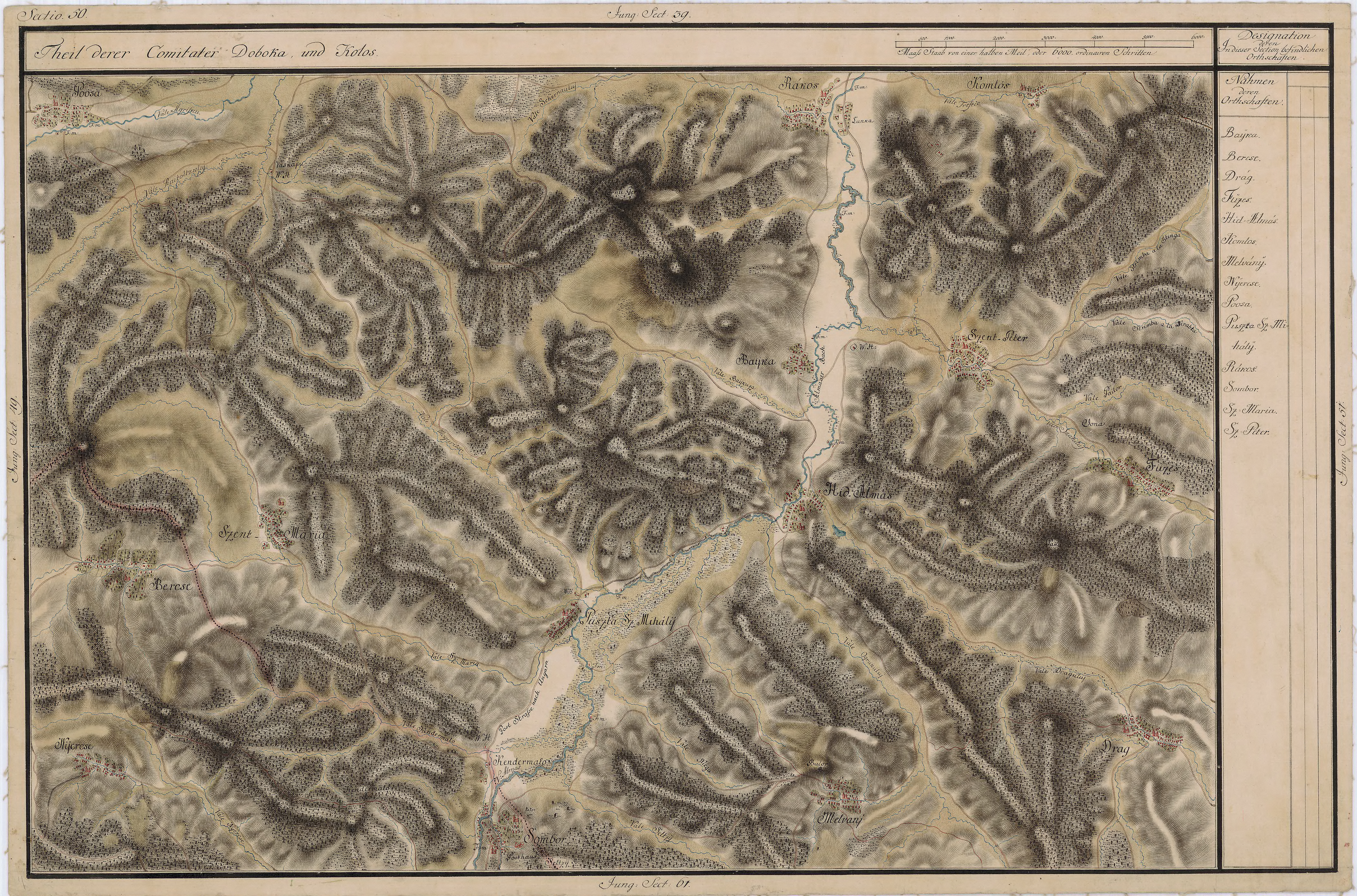
Sânpetru Almașului în Harta Iosefină a Transilvaniei, 1769-73
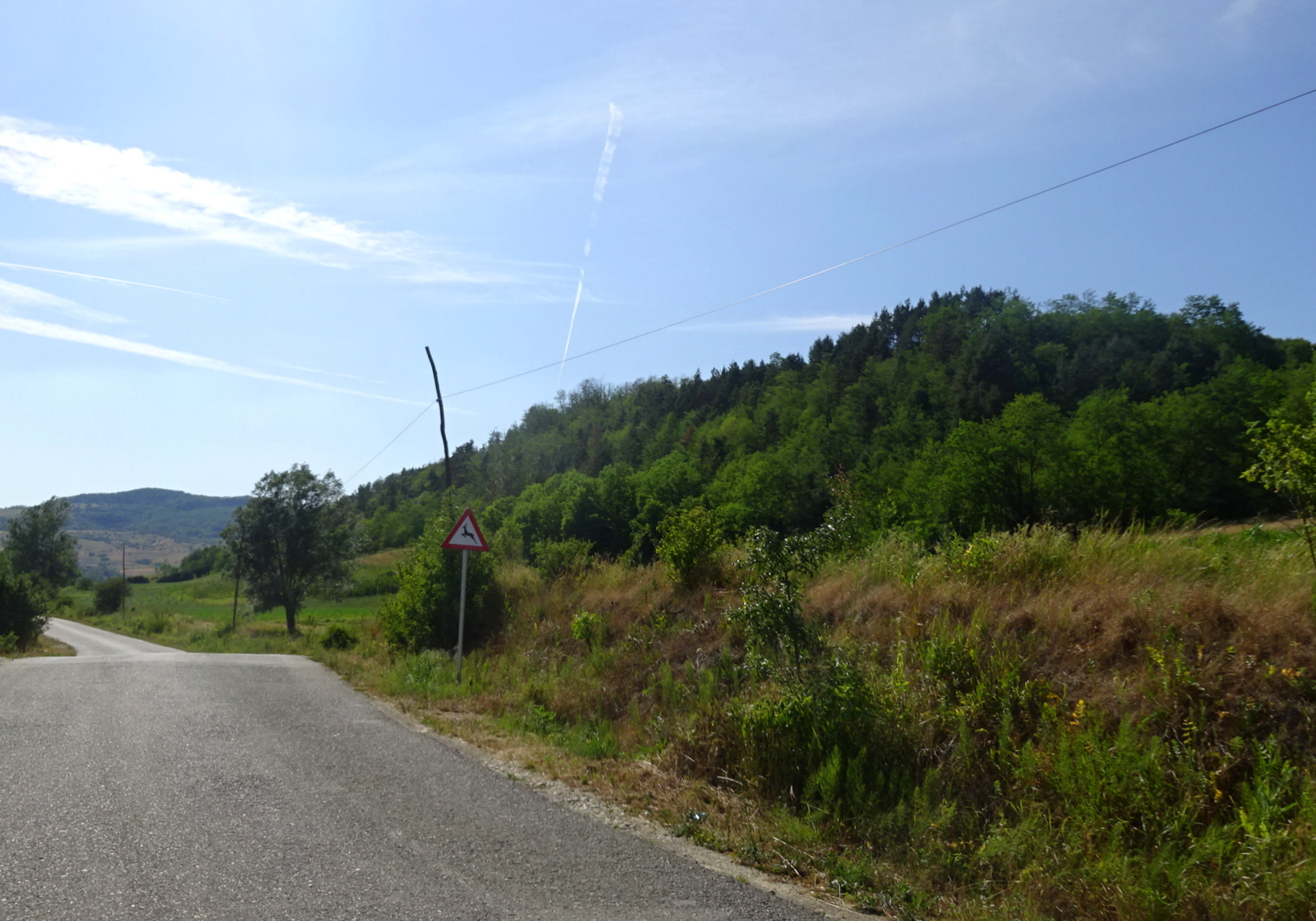
Drumul Hida-Sânpetru Almașului
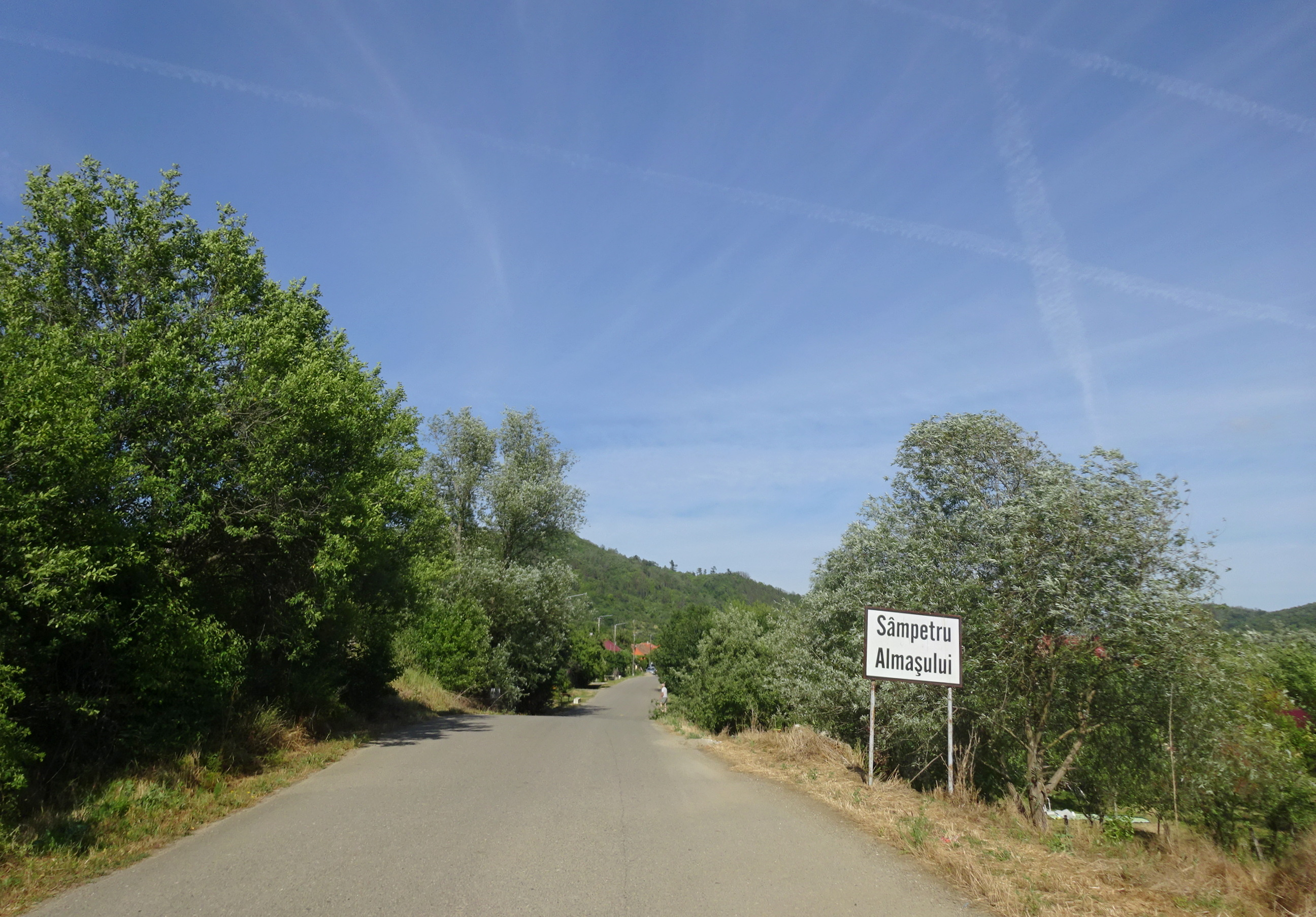
Intrarea în localitate
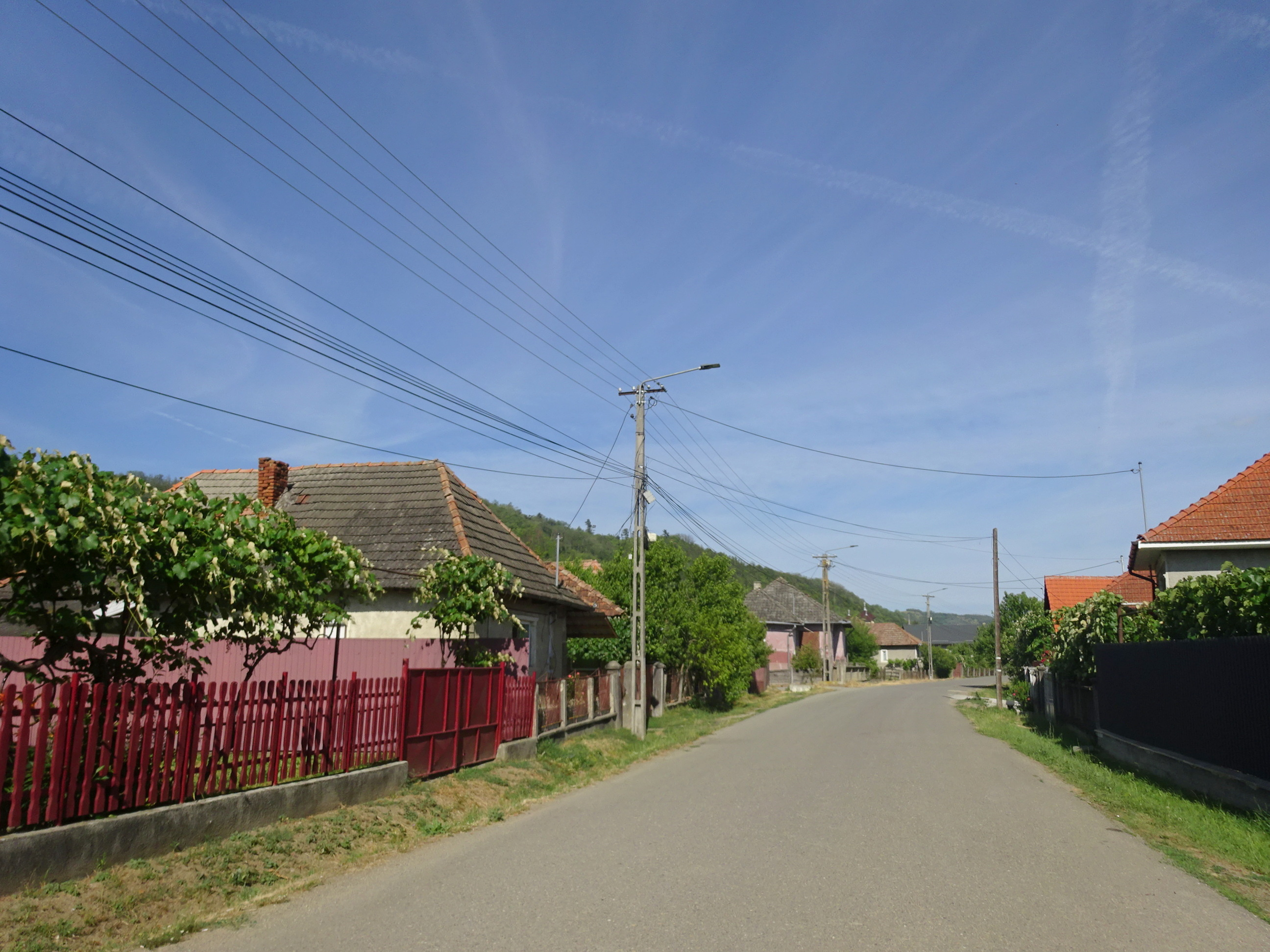
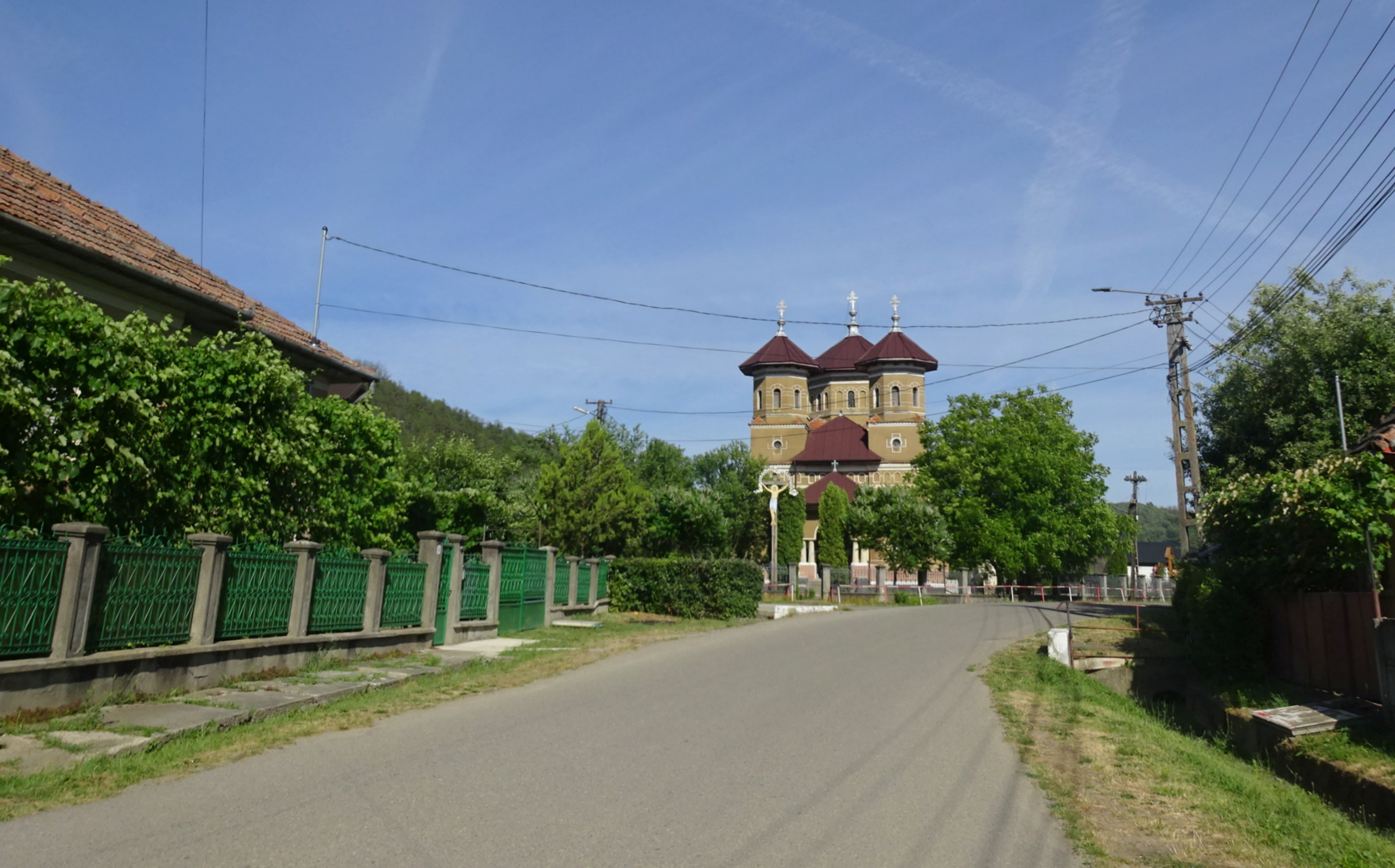
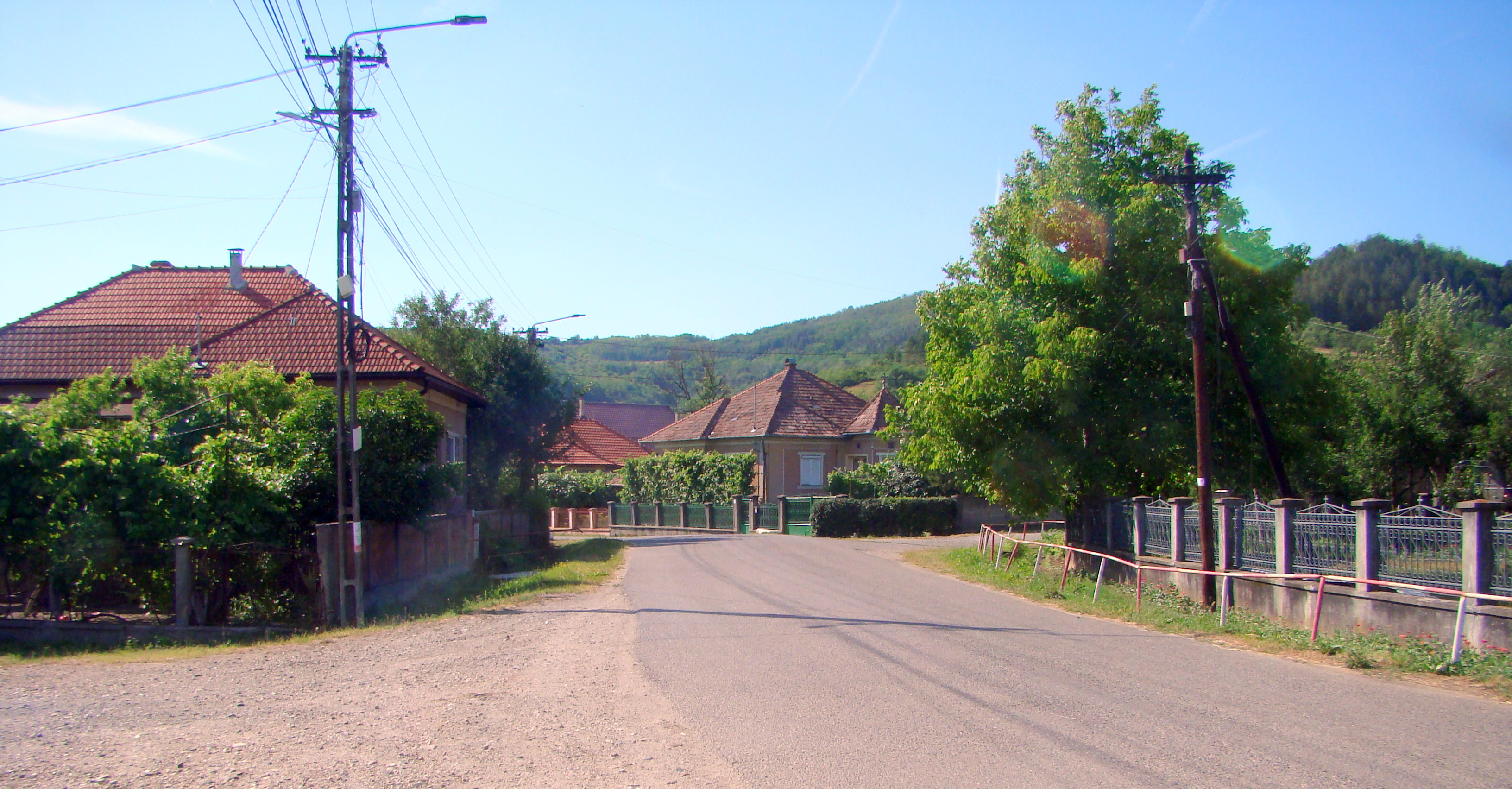
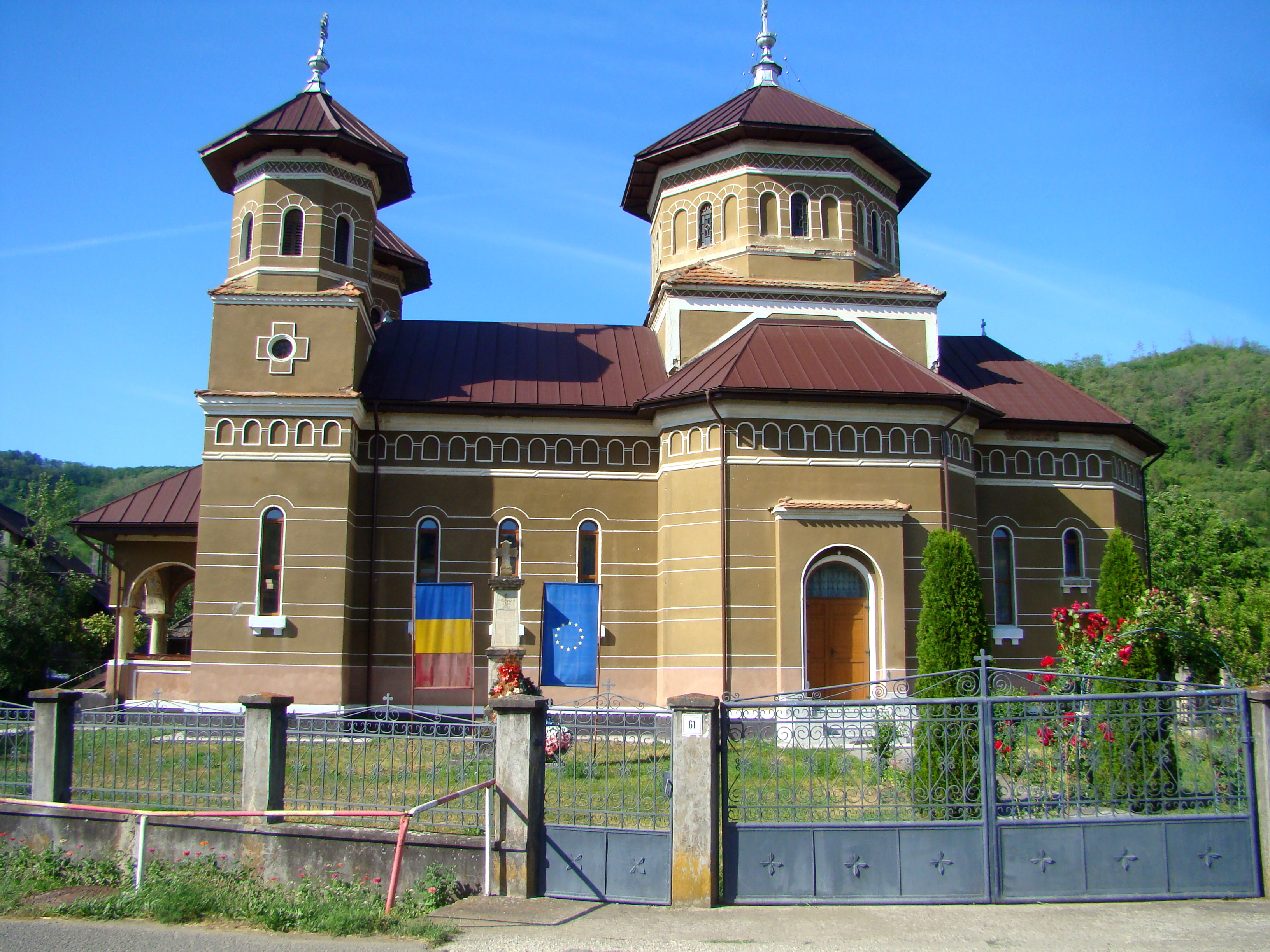
Biserica de zid „Sfinții Apostoli Petru și Pavel" (1945)
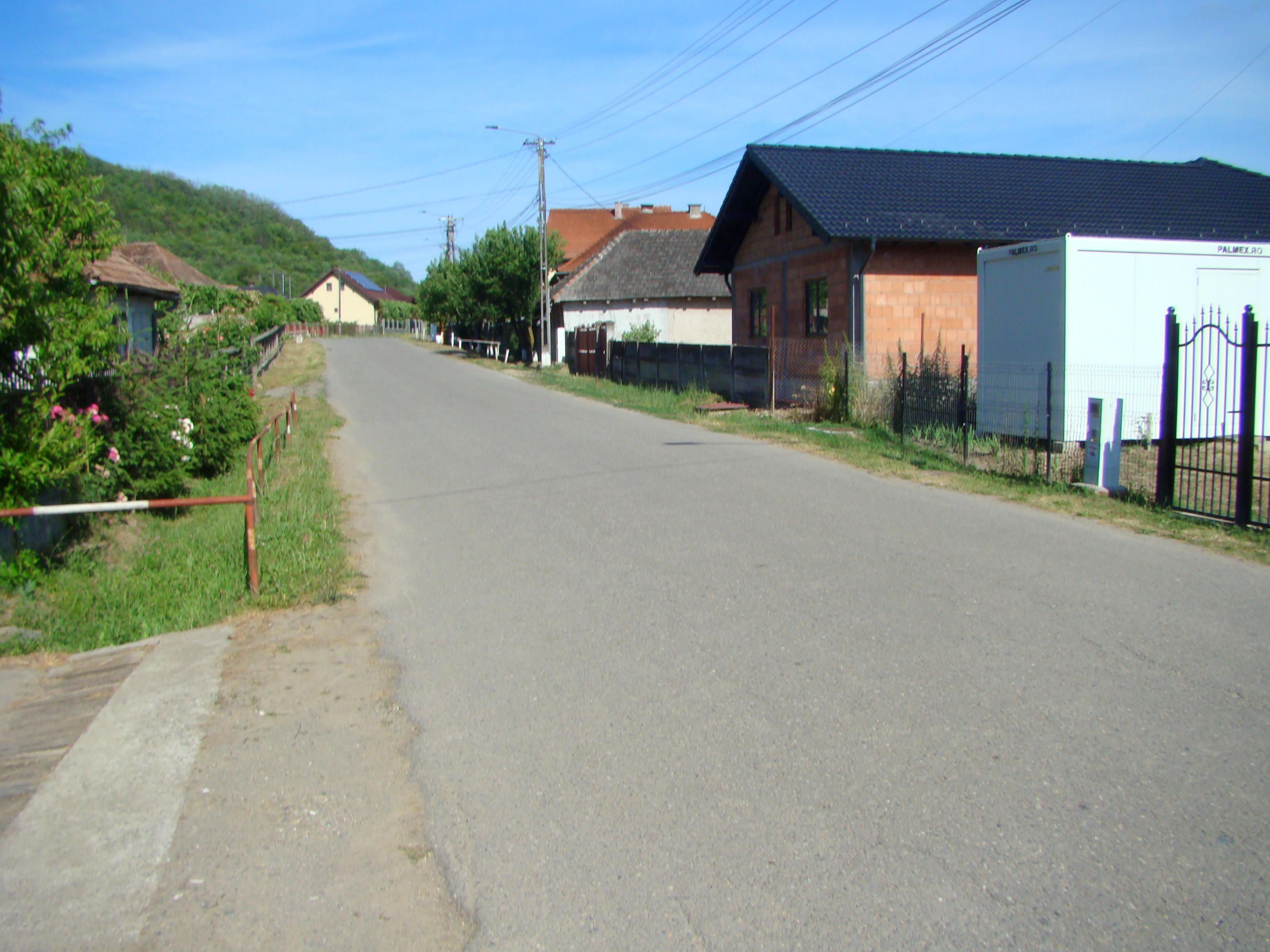
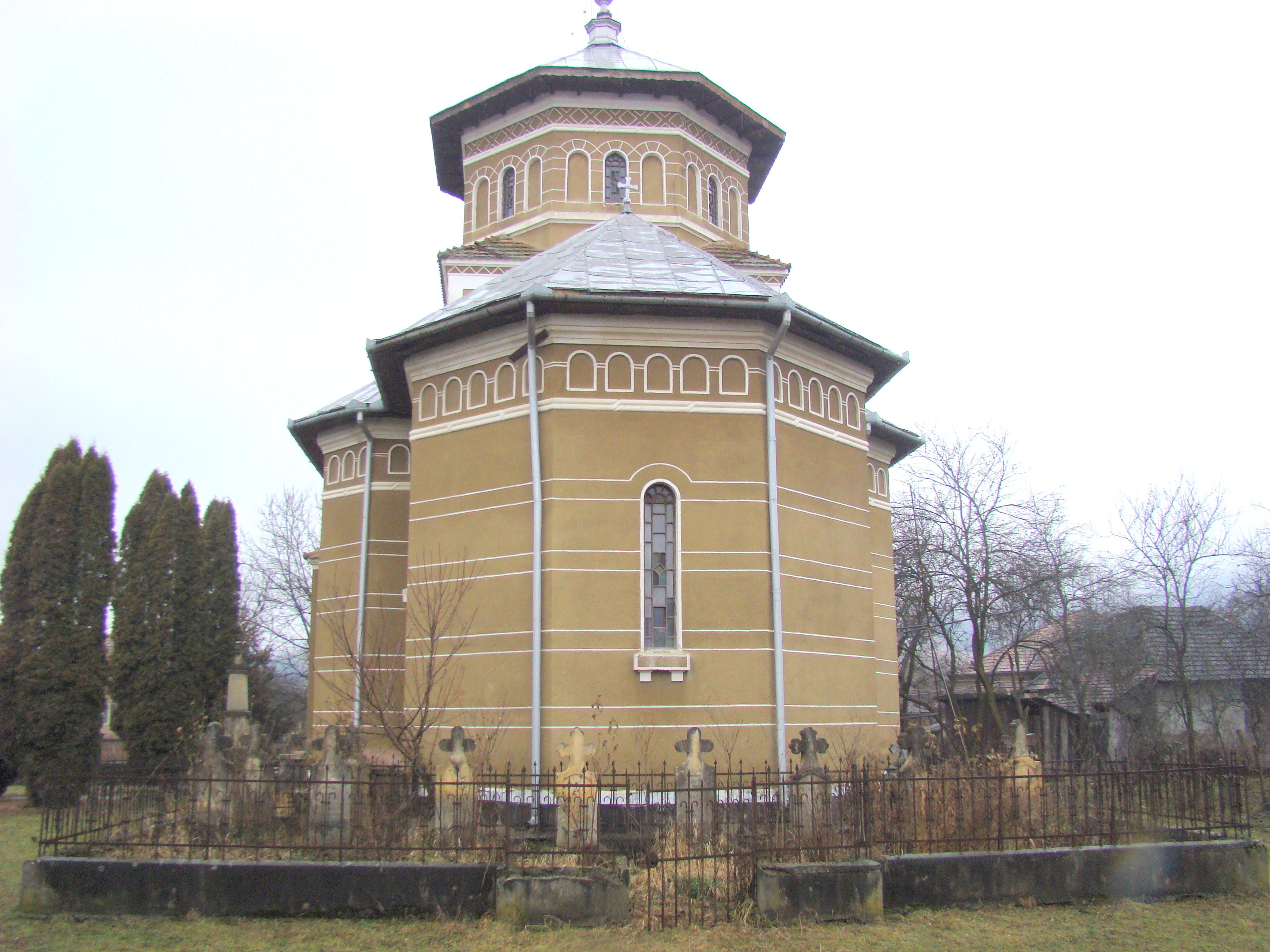
Biserica de zid „Sfinții Apostoli Petru și Pavel" (1945)
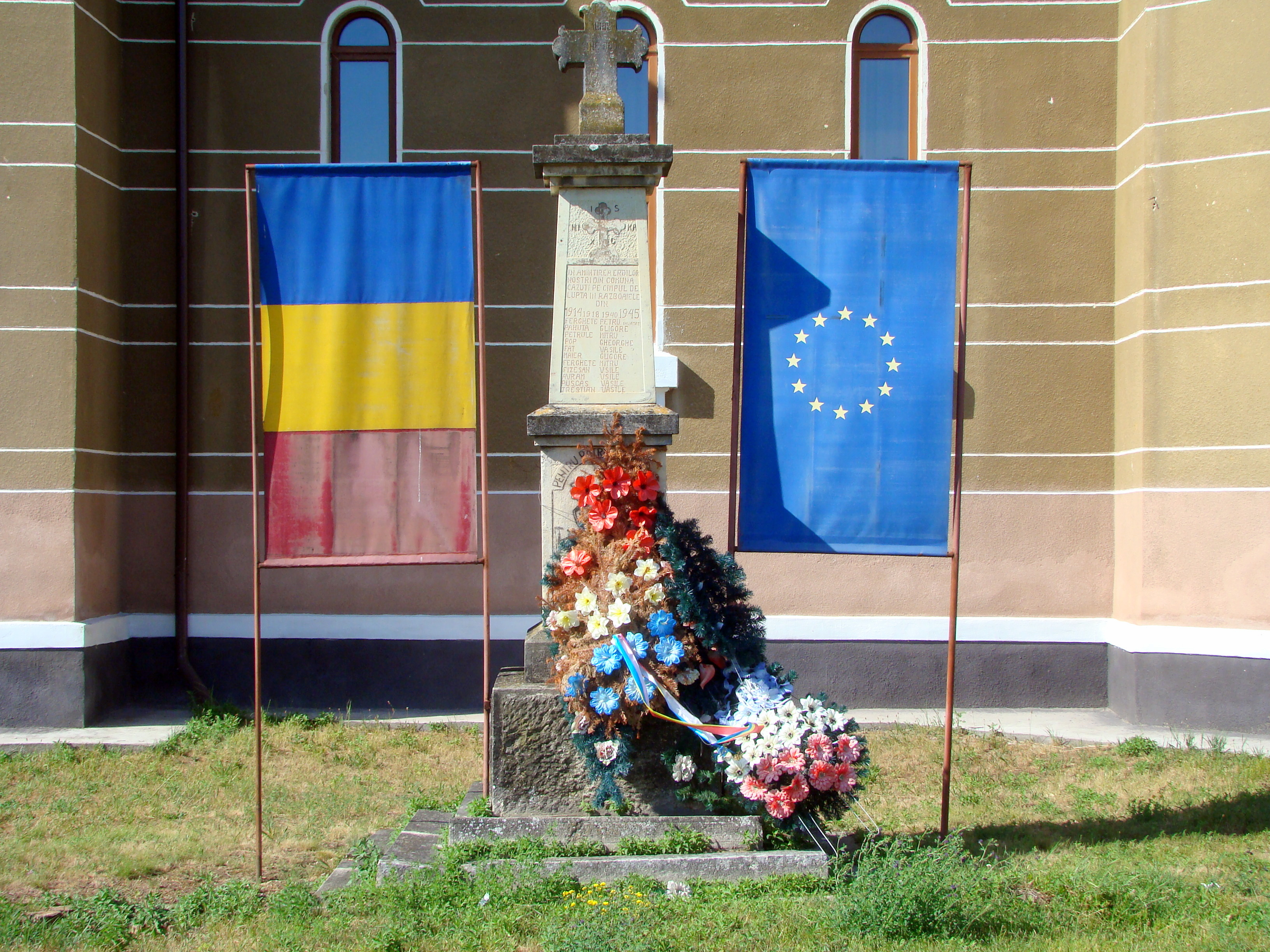
Monumentul Eroilor
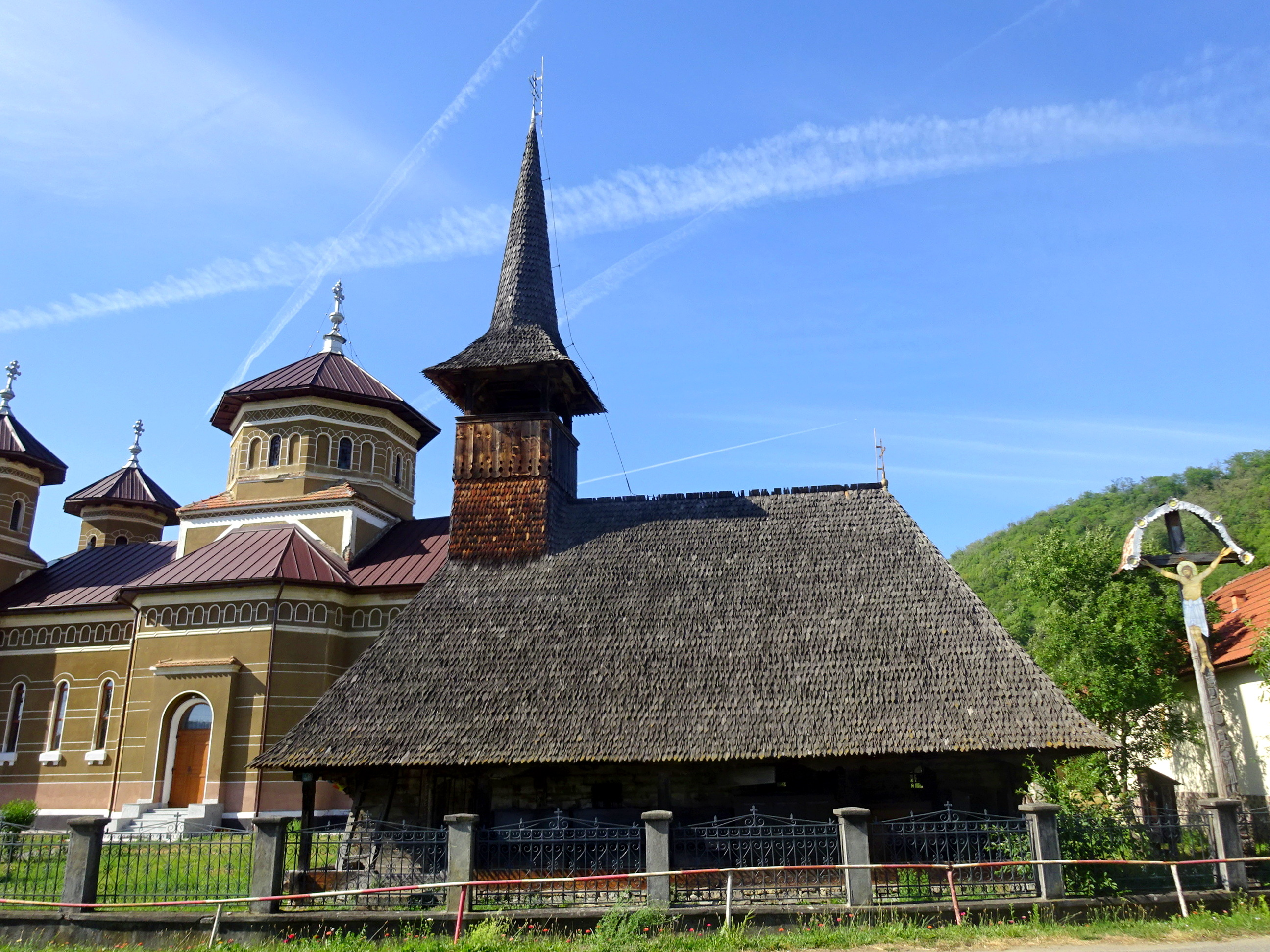
Biserica de lemn din Sânpetru Almașului (monument istoric)
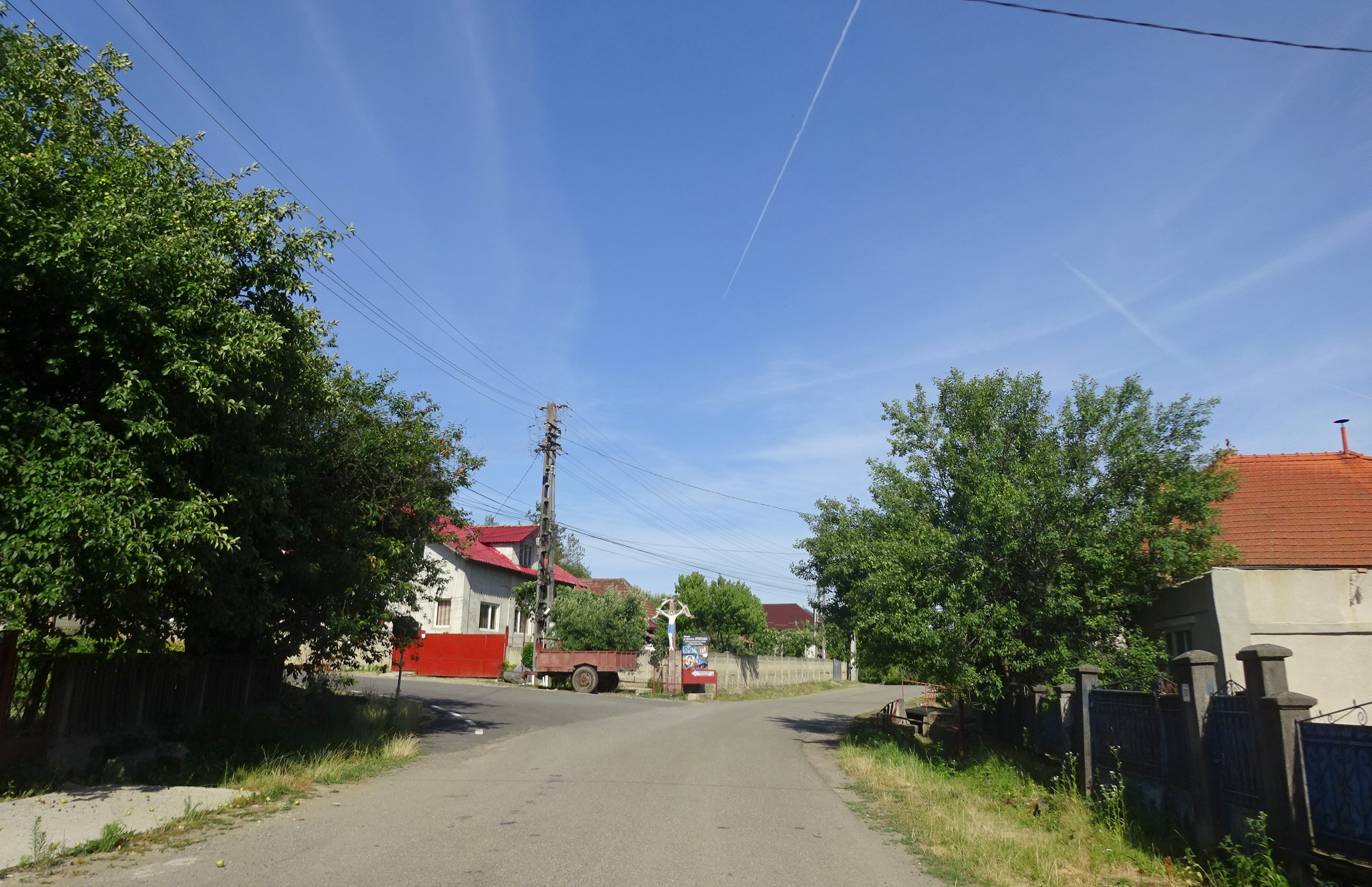